# Ядерна енергетика Білорусі
У Білорусі наразі є два функціонуючі комерційні ядерні реактори.

## Історія
Перший ядерний реактор в Білорусі був побудований у селищі Сосни під Мінськом.
Проект будівництва Білоруської АЕС вперше розглядався в кінці 1960-х — початку 1970-х років. Пропонувалося побудувати її на березі озера Снуди в Браславському районі Вітебської області або в селищі Брожа в Бобруйському районі Могильовської області. У 1971 році ЦК КПРС і Рада Міністрів СРСР підтримали будівництво АЕС на Снудському майданчику, але в наступному році Міненерго і Мінсредмаш СРСР отримали перенесення на більш сприятливий з геологічної та економічної точки зору майданчик на литовському березі озера Дрісвяти, де побудували Ігналінську АЕС.
В кінці 1970-х — 1980-х років зростання потреб в електроенергії знову поставило актуальне питання про будівництво АЕС. Розглядалися варіанти її розміщення в Березовському і Столинському районах Брестської області, Рогачовському районі Гомельської області, Вітебському, Оршанському і Чашницькому районах Вітебської області, але за ряду причин вибір був зроблений на основі нового майданчика на березі озера Селява в Крупському районі Мінської області.
На початку 1980-х років розглядалося кілька проектів будівництва атомних станцій для теплопостачання найбільших міст БРСР: біля Мінська пропонувалося побудувати атомну теплоелектроцентраль, а біля Вітебська, Гомеля і Могильова — атомні станції теплопостачання (АСТ) за проектом АСТ-500 (860 Гкал/год). За розрахунками ядерників, АСТ можна було розмістити в безпосередній близькості від великих міст — всього в 3-5 км від їх меж. До грудня 1985 року були узгоджені майданчики для будівництва АСТ поблизу Вітебська, Гомеля і Могильова. Після катастрофи на Чорнобильській АЕС будівництво цих об'єктів було скасоване.
У 1983 році в Руденську, недалеко від Мінська, почалося будівництво Мінської АТЕЦ: союзний уряд рекомендував розширити саме її, а Білоруську АЕС будувати пізніше. У 1988 році, після аварії на Чорнобильській АЕС, від будівництва АЕС відмовилися під тиском громадськості. На майданчику в Руденську була побудована Мінська ТЕЦ-5.
Питання про будівництво в Білорусі АЕС пророблялося і на початку 1990-х років. Національною академією наук визначено понад 70 потенційних майданчиків для розміщення станцій. Надалі багато майданчиків відсіялися за різними причинами. В результаті, коли у 2006 році до питання про будівництво АЕС повернулися, було визначено 4 можливі варіанти розміщення станції:
- Краснополянський майданчик (53°34′56″ пн. ш. 30°42′28″ сх. д. / 53.58222° пн. ш. 30.70778° сх. д.)[5]
- Кукшиновський майданчик (54°19′45″ пн. ш. 30°45′17″ сх. д. / 54.32917° пн. ш. 30.75472° сх. д.)[6]
- Верхньодвінський майданчик (як резервний).[7]
- Островецький майданчик (також початково вважався резервним) (54°45′25″ пн. ш. 26°5′34″ сх. д. / 54.75694° пн. ш. 26.09278° сх. д.)[8]

Постачання енергії Білорусі завжди залежало від решти країн колишнього Радянського Союзу. Протягом 1980-х років біля Мінська будувалась станція, яка мала складатися з кількох реакторів ВВЕР1000, будівництво було припинено у 1988 році через Чорнобильську катастрофу. Країна імпортує 90% свого газу з Росії (за оцінками, 22,5 мільярдів м3 у 2012 році), який використовується переважно для виробництва електроенергії, станція потужністю 2400 МВт скоротить імпорт приблизно на 5 мільярдів кубічних метрів на рік (за приблизною вартістю $ 800 мільйонів) за вартість палива та поводження з відходами більш ніж вдвічі нижчу за вартість газу.
Політика Росії щодо будівництва атомних електростанцій у неядерних державах передбачає надання об’єкта «під ключ», включаючи постачання всього палива та репатріацію використаного на об’єкті відпрацьованого палива. Потім паливо перероблятиметься в Росії, а зрештою відходи відправлятимуться назад до країни походження.
У середині 2006 року білоруський уряд схвалив план будівництва першої електростанції ВВР потужністю 2000 МВт у Могильовській області на сході Білорусі. Станція могла б забезпечувати електроенергією менше половини аналогічної російської газової електростанції та забезпечувати близько 30% національного виробництва електроенергії до 2020 року за ціною близько € 4 мільярдів (станом на січень 2008 року) на основі договору «під ключ». Після того, як міжнародні продавці висловили інтерес, Міністерство енергетики оголосило в серпні 2008 року, що воно отримало пропозиції від Атомбудекспорту, Areva. Через тривалі міжурядові угоди, які мали бути укладені зі США щодо постачання ядерних технологій, і розмір французької станції, який був занадто великим для першого національного реактора, це зробило «Атомбудекспорт» найімовірнішим постачальником для установки 2x1000 МВт. . Експлуатація першого блоку спочатку була запланована на 2016 рік, а другого – на 2018 рік, тоді як два інших блоки планувалося ввести в експлуатацію до 2025 року. У червні 2007 року російський Ексімбанк запропонував 2 мільярди доларів як кредитну лінію для об'єкта. У листопаді 2007 року указом президента були визначені організації, відповідальні за підготовку до будівництва першої в країні атомної електростанції, а також кошти, спрямовані на проектування та вибір майданчика. Місцями-кандидатами були Краснополянськ і Кукшиновськ (обидва у Могильовській області) та Островець у Гродненській області. Островець, розташований за 23 км від кордону з Литвою та за 55 км від Вільнюса, був обраний у грудні 2008 року, незважаючи на протести Литви. Володіння станцією могло бути частково або повністю приватним, дивлячись на болгарський прецедент з інтересом (або розпачем). Раніше також розглядали проекти участі в Смоленській АЕС-2 і Курській АЕС-2, віддаючи перевагу національному рішенню.
У червні 2009 року уряд оголосив, що «Атомбудекспорт» стане головним розпорядником станції за участю російських і білоруських субпідрядників, зокрема петербурзького «Атоменергопроекту». Міжурядова угода про станцію була підписана в березні 2011 року, тоді як попередній контракт на будівництво «під ключ» з компанією «Атомбудекспорт» для установки потужністю 2400 МВт (2 x 1200 МВт АЕС-2006 за моделлю В-491) був підписаний Білоруським національним управлінням з Будівництва АЕС. У грудні 2011 року було подано заявку на виконання робіт на ділянці, тоді як генеральний договір було підписано в березні 2012 року, а початок робіт запланований на квітень наступного року. Запуск станції в Островці був запланований на 2017 та 2018 роки.
Щодо фінансування робіт, у червні 2009 року уряд оголосив про схвалення $ 9 мільярдів російського фінансування, тоді як у серпні 2009 року було підтверджено угоду про фінансування з 2010 року. Офіційна оцінка вартості, включаючи інфраструктуру, становить $ 9,4 мільярда, третину з яких буде витрачено в період 2011-15 років. У листопаді 2011 року було домовлено, що Росія надасть кредит до $ 10 мільярдів протягом 25 років для фінансування 90% будівельного контракту.

## Майбутня ядерна програма
Запропоновано будівництво ще 2 реакторів на Островецькій АЕС, щоб довести загальну потужність країни до 4000 МВт. Також розглядається будівництво другої станції.

## Управління відходами та геологічні сховища
У контракті на постачання все відпрацьоване паливо має бути відправлено назад до Росії для переробки.

## Перелік реакторів
| Назва     | Блок №. | Реактор | Реактор       | Статус       | Чиста потужність (MW) | Початок будівництва | Комерційне використання | Закриття |
| Назва     | Блок №. | Тип     | Модель        | Статус       | Чиста потужність (MW) | Початок будівництва | Комерційне використання | Закриття |
| --------- | ------- | ------- | ------------- | ------------ | --------------------- | ------------------- | ----------------------- | -------- |
| Островець | 1       | PWR     | ВВЕР-1200/491 | Функціонує   | 1109                  | 3 листопада 2013    | 10 червня 2021          |          |
| Островець | 2       | PWR     | ВВЕР-1200/491 | Функціонує   | 1109                  | 24 квітня 2014      | 1 листопада 2023        |          |
| Мінськ    | 1       | PWR     | ВВЕР-1000/320 | Незавершений | 963                   | 1983                |                         | 1987     |
| Мінськ    | 2       | PWR     | ВВЕР-1000/320 | Незавершений | 963                   | 1983                |                         | 1987     |

## Ровнішні посилання
- IAEA - Nuclear Power Reactors in the World, 2012 edition (PDF) (англ.).
- (англ.) Nuclear Power in Belarus
- Вторую в Беларуси АЭС могут построить на юге страны